# Stockton (Alabama)
Stockton es una área no incorporada en el condado de Baldwin, Alabama, Estados Unidos. Es la comunidad más cercana a los Montículos de Bottle Creek, un Hito Histórico Nacional. La comunidad es parte del área estadística metropolitana de Bay Minette-Daphne-Fairhope-Foley.
La película de terror, Friday the 13th Part VII: The New Blood se rodó en el área de Stockton y sus alrededores.

## Historia
La comunidad probablemente lleva el nombre de Francis Stockton, quien fue designado en 1809 para seleccionar un sitio para el primer palacio de justicia del Condado de Baldwin. La oficina de correos de Stockton comenzó a operar en 1837. El Servicio de correo de los Estados Unidos entregaba el correo desde Montgomery en diligencia dos veces por semana a Stockton. En 1855, el gobierno de los Estados Unidos inició un servicio de correo entre Mobile, Stockton y Claiborne. Se adjudicaron contratos a los vapores para transportar el correo, cada uno saliendo de Mobile dos veces por semana, tocando en Stockton, que estaba conectado a Montgomery por la línea del escenario.

## Demografía
Las estimaciones más recientes de la población de la comunidad, ubican a la población en algún lugar cerca de 2,046 individuos. Estas estimaciones también enumeran las siguientes razas y etnias:
- Caucásicos / Blancos - 79,7%
- Afroestadounidenses : 18,2%
- Nativos americanos - 2,1%